# Correspondente jurídico
O correspondente jurídico é um profissional, geralmente um(a) advogado(a), mas pode ser exercido também por bacharéis e estagiários, desde que supervisionado  por advogado. Atua em nome de terceiro representando-o em tarefas de natureza, predominantemente, jurídica. 
O conceito de correspondente jurídico se assemelha ao do advogado correspondente e do diligente jurídico.
Na atuação jurídica, advogados e advogadas, diariamente, necessitam do cumprimento de tarefas em cidades muitas vezes diversas daquela em que residem ou têm o seu escritório. São cartas precatórias para oitiva de testemunhas, retiradas de documentos em órgãos públicos, análise de documentos em repartições, etc...
A descentralização de tais serviços para outros(as) advogados(as) é tarefa, muitas vezes, mais viável sob o ponto de vista financeiro (ao cliente) e da eficiência/eficácia. Por exemplo, um(a) advogado(a) que resida a 800 quilômetros de distância da cidade onde uma ação precisa ser executada (audiência, levantamento de alvará, cópia, carga, etc...) terá maior facilidade e agilidade se, uma vez autorizado pelo cliente e possuindo poderes, contratar um(a) colega que o(a) represente em tal localidade. Logo, ao invés de viajar e deslocar-se 800 quilômetros para, pessoalmente, cumprir tal tarefa, torna-se mais coerente contratar um profissional para representá-lo(a) na localidade almejada.
É exatamente esse o papel do chamado advogado correspondente, correspondente jurídico ou diligente jurídico: representar e atuar em nome de terceiro (contratante).
Logo, o correspondente, ou diligente, é a pessoa que representa um contratante que, por razões financeiras, de tempo ou local, não poderá se fazer presente.
A ação a ser executada por esse correspondente (contratado) é chamada de diligência. Então, o contratante da cidade “Y” é representado pelo correspondente (contratado) na cidade “X”, sendo essa última (cidade “X”) o local da diligência a ser cumprida. Exemplo, um advogado de Porto Alegre, RS, contrata um correspondente jurídico em Manaus, AM, para acompanhar uma audiência em que ele (advogado de Porto Alegre) é o procurador constituído. O contratante será o advogado de Porto Alegre, o correspondente (contratado) será o advogado de Manaus e a diligência será o comparecimento em tal audiência na data aprazada. 

### O que faz um Correspondente Jurídico?
O papel do correspondente jurídico é crucial na otimização dos processos judiciais e extrajudiciais, envolvendo um leque variado e multifacetado de responsabilidades. As atividades principais incluem:
- Representação em Fóruns Judiciais
- Procedimentos em Cartórios
- Assuntos relacionados com a Vigilância Sanitária
- Assuntos Administrativos em Prefeituras
- Demandas junto ao Procon
- Atendimento e suporte em Delegacias
- Participação em Leilões Extrajudiciais
- Presença Pessoal em Locais Determinados
- Acompanhamento de Perícias
- Suporte em Processos de Licitação
- Acompanhamento de Processos de Busca e Apreensão
- Realização de Protocolos Diversos
- Acompanhamento de Procedimentos Bancários
- Presença em Audiências Judiciais e Extrajudiciais